# يو إف سي على إي إس بي إن: مونهوز ضد إدغار
يو إف سي على إي إس بي إن: مونهوز ضد إدغار (بالإنجليزية: UFC on ESPN: Munhoz vs. Edgar) (المعروف أيضًا باسم يو إف سي على إي إس بي إن 15 ويو إف سي فيغاس 7) هو حدث لفنون القتال المختلطة نظمته يو إف سي، وأُقيم في 22 أغسطس 2020، على يو إف سي أبيكس في إنتربرايز، نيفادا، وهي جزء من منطقة لاس فيغاس الحضرية، الولايات المتحدة.